# Портрет Татули
«Портрет Татули» (или «Девочка с куклой», эст. «Tütarlaps nukuga» в коллекции эстонского музея) — картина советского художника Кузьмы Сергеевича Петрова-Водкина, на которой изображена девятилетняя девочка Тата Урлауб, будущая советская и российская актриса Татьяна Пилецкая. Полотно написано в 1937 году в поселке Сиверский под Ленинградом. Картина долгое время была неизвестна российским специалистам по творчеству художника. Она находится в коллекции Эстонского художественного музея в Таллинне.

## Сюжет и особенности картины
Размер картины «Портрет Татули» в соответствии с данными официального веб-портала музеев Эстонии — 74 на 60 см. Однако, искусствовед Александра Мурре, посвятившая картине целый ряд публикаций, отмечала, что на обороте портрета написано на русском языке кистью самим художником: «„Портрет Татули“. 1937 г. 74 × 65» (именно такой размер принимает за правильный в своей статье в журнале «Eesti Muuseumiühingu ajakiri» сама Мурре).
Техника исполнения полотна — масляная живопись по холсту. Оно находится в коллекции Эстонского художественного музея в Таллинне. Картина несколько раз была представлена на крупных выставках. Весной 2012 года в Эстонском художественном музее прошла масштабная выставка русского искусства середины XIX — начала XX века под названием «Неизвестные шедевры. Русское искусство из собраний стран Балтии» из музеев Эстонии, Латвии и Литвы. Экспозиция была представлена на выставочных площадках Художественного музея KUMU и Кадриоргского художественного музея — двух филиалов Художественного музея Эстонии. Участниками выставки, представившими полотна, скульптуру и графику, стали сам Художественный музей Эстонии (который был инициатором проекта), Латвийский Национальный художественный музей, Художественный музей Литвы, Литовский музей театра, музыки и кино, Национальный художественный музей имени М. К. Чюрлёниса, Нарвский музей и Тартуский художественный музей. Среди экспонировавшихся на выставке картин был и «Портрет Татули».
Маленькая девочка Татьяна Урлауб, позирующая Кузьме Петрову-Водкину, одета в белое кружевное платье. Она держит в руках куклу, которую подарил ей отец на день рождения. Действие картины разворачивается на веранде, где находились во время сеанса позирования художник и девочка. В углу находился мольберт, напротив него — большой круглый стол с огромным букетом (позже этот букет был изображён художником в натюрморте «Букет цветов и лампа»). Девочка с большим трудом могла оставаться на одном и том же месте, поэтому художник разрешал ей двигаться. Модель художника позже вспоминала направленный на неё быстрый, внимательный взгляд серых глаз художника.

## История создания и судьба картины
С родителями Татьяны Пилецкой — Людвигом Львовичем (он работал в то время в химической лаборатории) и Евгенией Давыдовной Урлаубами Кузьма Петров-Водкин познакомился в 1926 году в Шувалове. Отец Пилецкой увлекался искусством, высоко ценил творчество Петрова-Водкина, неплохо пел, писал стихи и рисовал, а в молодости играл в театре. Они продолжали поддерживать отношения и в 1930-е годы в Ленинграде и в Детском Селе. Кузьма Петров-Водкин вызвался быть крёстным отцом родившейся в семье друга дочери Татьяны. Тогда это не вызывало одобрения у власти, поэтому крестили её на дому на Таврической улице, пригласив священника к себе в квартиру. В 1937 году Урлаубы и Петров-Водкин проживали летом в поселке Сиверский. Здесь была создана картина «Портрет Татули» («Девочка с куклой»). Художник решил написать её после одного из концертов-сюрпризов, которые устраивали сами дети — Елена Водкина, Вера и Севир Голубятниковы (дети ученика художника — Павла Голубятникова), а также Татьяна Урлауб. Дети продемонстрировали свои таланты и достижения перед взрослой аудиторией. Три семьи объединяли рыбная ловля, ловля раков, любовь к игре в шахматы, к поэзии, купание в реке, крокет, а также совместное проведение досуга. Людвиг Урлауб позировал Петрову-Водкину для картины «Тревога», а вместе с супругой он был запечатлён на полотне «Новоселье».
Позже Пилецкая вспоминала:

«Елена Водкина и Вера Голубятникова, девушки по 15—16 лет, и я маленькая рядом с ними. Но мне интересно. Игра в крокет в большом бывшем сарае, там был очень удобный утоптанный пол, и играть можно было даже в дождливую погоду… Мы готовили концерт-сюрприз для наших родителей в доме Голубятниковых. У них были большие сени с выходом на веранду. На веранде сидели зрители, наши родные, а сени были как бы сценой. Читали стихи, пели хором, и я танцевала, и, конечно, живые картины…»— Татьяна Пилецкая. Воспоминания
Петров-Водкин, отметив грацию Таты, посоветовал Урлаубам отдать дочь в хореографическое училище, а на следующий день пригласил её позировать для портрета. Девочка впоследствии действительно окончила Ленинградское хореографическое училище, это произошло в 1945 году. Годы войны и непростая жизнь в эвакуации в Пермской области, однако, поставили крест на её карьере балерины.
Картина «Портрет Татули» была создана за четыре сеанса в Сиверском (Людвиг Урлауб, рассказывал об этом в своих воспоминаниях о художнике, но он не уточнял, в каком из трёх домов — на даче самих Урлаубов, у Петрова-Водкина или Голубятниковых, это произошло).
По версии, рассказанной самой Пилецкой, изложенной в интервью кандидату искусствоведения, доценту кафедры дизайна Санкт-Петербургского государственного университета Ксении Поздняковой, первоначально её приобрёл Русский музей, но в то время к творчеству Петрова-Водкина относились настороженно, и Русский музей стал пытаться избавиться от его работ. Часть из них оказалась в Государственной Третьяковской галерее. «Портрет Татули» же оказался в Прибалтике. Русский музей передал картину «Девочка с куклой» в Эстонский художественный музей в городе Таллинн. Несколько по иному выглядит эта версия в изложении статьи Алекандры Мурре в журнале «Третьяковская галерея». Ярлыки на оборотах некоторых картин из музея в Таллинне действительно свидетельствуют об их прежней принадлежности либо Дирекции художественных выставок и панорам Комитета по делам искусств при Совете Министров СССР, поступлению из «Правления искусств» (?), а также из Московской и Ленинградской закупочных комиссий, либо собраний Государственного Русского музея или Государственной Третьяковской галереи. Именно таким образом в музей поступили две картины Петрова-Водкина: «Портрет супруги» и «Девочка с куклой», но время их поступления в статье указывается другое. Поступления из Москвы и Ленинграда начались только после войны — в 1946 году, а последние работы из этого ряда появились в Таллинне в 1958 году.
На первой выставке Петрова-Водкина в 1963 году в Русском музее картина была представлена широкой советской публике. Татьяна с отцом посетили эту выставку, но под портретом увидели надпись: «Дочь рыбака». Рядом находилось изображение другой девочки, сама Пилецкая предполагала, что перепутали висевшие под полотном таблички с названиями. После выставки Людвиг Урлауб попытался узнать у организаторов выставки, в чём причина ошибки. Сама Татьяна Пилецкая рассказывала об этом так: «Пошёл [папа], сказал, мол, маленькая неточность, я рыбаком никогда не был, а это моя дочь».
По другой версии, которую рассказала опять же сама Татьяна Пилецкая в интервью газете «Вечерний Петербург», Петров-Водкин не закончил портрет девочки. Его дописывал Алексей Фёдорович Пахомов, который приобрёл «Портрет Татули» у наследников умершего в 1939 году Петрова-Водкина, а потом, после смерти Пахомова, его сын передал эту картину в Эстонский художественный музей. Сама Пилецкая настаивала, что портрет никогда не был её собственностью или собственностью её семьи.
Алексей Пахомов и сам создал портрет юной Пилецкой, когда пробовал себя в скульптуре. Он был соседом Петрова-Водкина, вдову которого после смерти художника продолжали навещать Урлаубы. Пахомов попросил у матери Пилецкой разрешения вылепить изображение дочери. Сама артистка вспоминала сеансы как мучительный процесс: «он сажал меня на некий круглый помост и крутил-вертел его: выбирал ракурс, поворот… И наконец выбрал: девочка, завязывающая балетную туфельку. Алексей Федорович был очень сложным человеком, странным, молчаливым». Результатом работы стал сначала карандашный рисунок, а затем — фарфоровая миниатюра «Юная балерина», различные версии которой есть в Русском музее и личном собрании Пилецкой. Фарфоровая статуэтка многие годы выпускалась Ленинградским фарфоровым заводом (высота — 20, размеры основания — 10,2 х 15 см).
Сама Пилецкая признавалась, что всего несколько раз видела портрет, созданный Петровым-Водкиным. Один раз это произошло, когда вместе с отцом, вернувшимся из лагеря, она ходила в Русский музей на персональную выставку Петрова-Водкина, девушка тогда была растрогана до слёз. Позже, в Таллинне у Пилецкой был творческий вечер и заведующая отделом русской живописи местного музея привезла на него «Портрет Татули».

## Картина в оценке искусствоведов
В статье, посвящённой полотну Петрова-Водкина, в эстонском художественном журнале «Eesti Muuseumiühingu ajakiri» (2010), куратор и хранитель коллекции Кадриоргского художественного музея, а также временно исполняющая обязанности директора этого музея Александра Мурре писала: «Иногда теряется представление о том, что музейные экспонаты до поступления в музей когда-то жили своей жизнью и были частью реальной жизни реальных людей. Одно дело смотреть на старинные портреты в художественном музее как на произведение искусства, другое дело видеть встречу художника и модели, запланированную или случайную, и историю, рождённую от этой встречи и запечатленную в картине». Полотно искусствовед описывала как картину, на которой девочка сидит в белом кружевном платье в комнате, залитой летним светом. Она держит в руках куклу, о которой, вероятно, не думает, так как пристально смотрит перед собой, можно предположить, в глаза изображающему её художнику. Кто эта девочка и как появилась картина, в музее долгое время было неизвестно. Всё, что можно было сказать о ней, исходя из музейных данных, это, что она принадлежит кисти Петрова-Водкина, называется «Портрет девочки» и была отправлена в Эстонский художественный музей в 1950 году из Ленинградской государственной закупочной комиссии и её стоимость на тот момент составляла 5000 рублей. О девочке, изображённой на полотне, ничего не было известно. В свою очередь ни Татьяна Пилецкая, ни её семья ничего не знали о судьбе и местонахождении картины, запечатлевшей Татьяну Урлауб в детстве.
Однажды (Мурре не называет время более конкретно) в Эстонский художественный музей позвонила некая женщина и спросила, есть ли в нём портрет девочки с куклой работы художника Кузьмы Петрова-Водкина. Она представилась родственницей модели, изображённой на полотне. Через день сотрудники музея встретились с женщиной в одном из служебных помещений музея. Картина находилась здесь же и была закреплена на мольберте. Женщина представилась как Татьяна Геккер, режиссёр документального кино из Москвы. Она обратилась в музей, так как репродукция портрета была опубликована в каталоге выставки Кузьмы Петрова-Водкина в 1966 году и местом нахождения картины был указан именно Государственный художественный музей в Таллинне. Из рассказа Геккер стало известно, что художник Петров-Водкин изобразил на этой картине свою крестницу Татьяну, дочь своего друга Людвига Урлауба, когда ей было семь лет. Сейчас её зовут Татьяна Львовна Пилецкая (она была вынуждена сменить отчество во время войны, когда её отец, будучи немцем по национальности, был отправлен в лагерь). К этому времени Пилецкая уже была заслуженной артисткой России, играла в театрах «Балтийский дом» и «Приют комедианта» в Санкт-Петербурге.
Позже стало известно, что портрет маленькой Таты был написан на даче художника в местечке Сиверский под Ленинградом. Утром мама надела на девочку красивое платье и дала ей в руки куклу. По данным Мурре, позировала Тата Урлауб на веранде дачи художника (эст. «suvila verandal»). Через семь (а не четыре, как у других авторов) дней портрет был готов. На портрете, с точки зрения искусствоведа, девочка выглядит немного старше, чем на самом деле. Мурре предположила, что, художник изобразил её как бы в будущем, предвидя её сложный творческий и жизненный путь.
По утверждению Мурре, семья Тата не смогла получить портрет дочери из-за того, что картина была написана для выставки. Вместе с тем у Таты Урлауб остались воспоминания о летних днях 1937 года и позировании художнику на веранде его дачи. Воссоединение с «самой собой» (со своим детским портретом) произошло у Татьяны Пилецкой спустя много лет в Русском музее, где в 1966 году (а не в 1963, как у других авторов) состоялась первая крупная выставка полотен Кузьмы Петрова-Водкина. Мурре рассказывает в своей статье об удивлении отца и дочери, когда они увидели знакомую картину под названием «Дочь рыбака». Исследователь утверждала, что именно после беседы Людвига Урлауба с директором Русского музея полотно назвали «Девочка с куклой».